# Генрих Борвин II
Генрих Борвин (Бурвин) II (нем. Heinrich Borwin II.; ум. 5 июня 1226) — князь Мекленбурга в Ростоке с 1219 года, сын князя Генриха Борвина I и Матильды Саксонской.

## Биография
В 1219 году князь Генрих Борвин I выделил своим сыновьям владения. Генрих Борвин II получил в качестве владения Росток.
О его правлении известно не очень много. Он способствовал основанию городов. В частности, в 1222 году Генрих Борвин II основал город Гюстров.
Генрих Борвин II умер ещё при жизни отца и был похоронен в родовой усыпальнице в Доберанском монастыре. Его четыре сына в 1227 году унаследовали владения Генриха Борвина I, которые они разделили между собой в 1234 году.

## Брак и дети

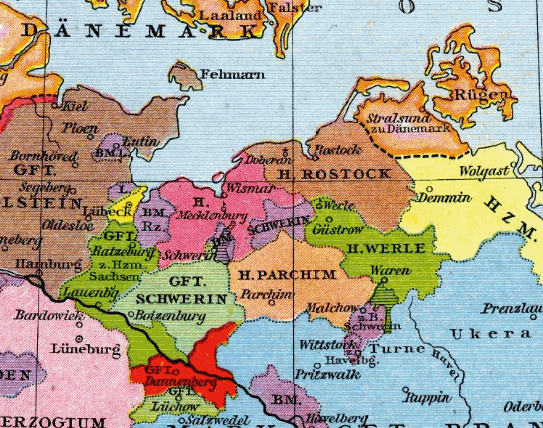
Раздел мекленбургских владений между сыновьями Генриха Борвина II

Жена: Кристина Шведская (ум. после 20 мая 1248), дочь короля Сверкера Карлссона и предположительно Бенедикты Эббесдоттер. Дети:
- Иоганн I (ум. 1 августа 1264), князь Мекленбурга с 1227
- Маргарита (ум. после 18 августа 1267); муж: с 1230 Гунцелин III (ум. 1247), граф Шверина
- Николай I (ум. 13/14 мая 1277), князь Мекленбурга с 1227, сеньор Верле
- Мехтильда (ум. 23 ноября 1270); муж: с 1229 Самбор II (ок. 1206/1207 — 30 декабря 1278/9 января 1279), князь Восточно-Поморский
- Генрих Борвин III (ум. после 2 декабря 1277), князь Мекленбурга с 1227, сеньор Ростока
- Прибислав I (ум. 1 августа около 1272), князь Мекленбурга с 1227, сеньор Пархима и Рихенберга